# Bundeslager (Pfadibewegung Schweiz)

Bundeslager 1966

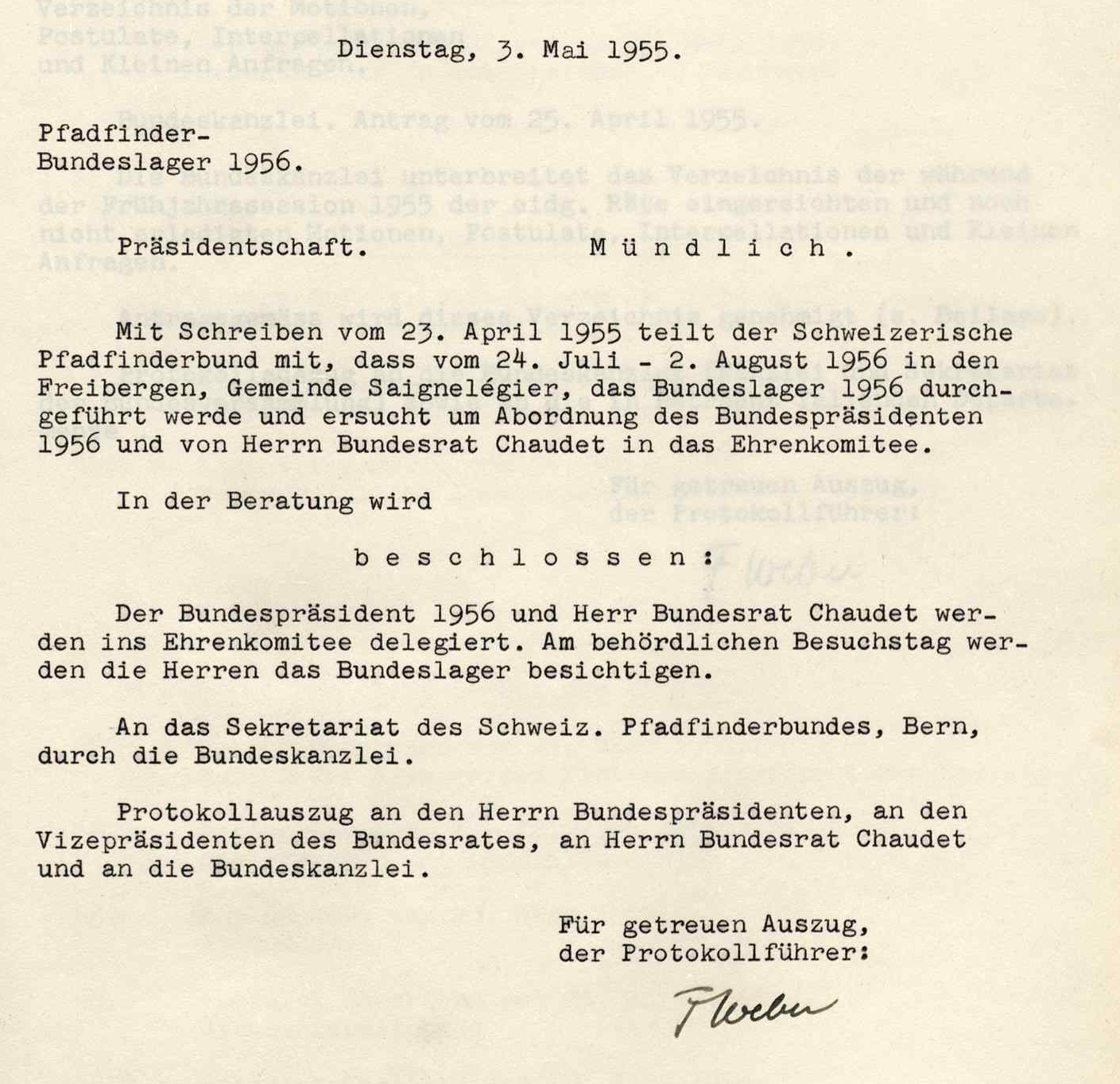
Sitzungsprotokoll der Schweizer Regierung zum Bundeslager 1956

Flughafenbesichtigung 1938

Das Bundeslager (kurz BuLa, französisch camp fédéral, italienisch campo federale, rätoromanisch champ federal) der Pfadibewegung Schweiz ist ein Zeltlager für alle Pfadiabteilungen und Stufen der Schweizer Pfadfinder und ausländische Gäste.

## Bundeslager 2022: mova
Im Sommer 2022 fand den Gemeinden Goms und Obergoms im Kanton Wallis das bis anhin grösste Pfadi Bundeslager der Schweiz statt. Das Lager fand vom 23. Juli bis zum 6. August 2022 unter dem Motto «mova – on y va!» statt. Das Motto bezog sich darauf, dass die Pfadfinder gemeinsam Grosses bewegen wollen.
Ursprünglich war das Lager für das Jahr 2021 vorgesehen. Es wurde jedoch wegen der Planungsunsicherheiten aufgrund der COVID-19-Pandemie verschoben. Das Lager wurde vom eigenständigen Verein Bula 2021 organisiert, der seine Tätigkeiten im Auftrag der Pfadibewegung Schweiz ausführt.
Rund 35'000 Kinder und Jugendliche nahmen am Lager teil. Damit war es das bislang grösste Bundeslager der Pfadibewegung Schweiz. Zwischen den Dörfern Münster und Oberwald wurde u. a. auf dem ehemaligen Militärflugplatz Ulrichen auf einer Fläche von 120 Hektaren auf 3,5 Kilometer Länge und einem Kilometer Breite eine Zeltstadt erstellt. Auf dem Platz befanden sich unter anderem ein Notfallspital, der eigenen UKW-Radiosender sonar, Funkturm, Kantinen, eine durch die Genossenschaft Migros Wallis betriebene Verpflegungszentrale und einer Konzertbühne aufgebaut. Die Schweizerische Post betrieb eine temporäre Filiale und gab eine dem Lager gewidmete Briefmarke heraus. Das Budget betrug 25 Millionen Franken.
Die Schweizerischen Bundesbahnen betrieben am Anreisetag 80 Sonderzüge. Das Eidgenössische Departement für Verteidigung, Bevölkerungsschutz und Sport (VBS) unterstützte das Bundeslager mit Transportdienstleistungen, Material und Personalressourcen. Die Unterstützung umfasste 7 Millionen Franken (über Jugend und Sport), 200 Tonnen Material des Schweizer Militärs, 2768 Diensttage von Armeeangehörigen, rund 2500 Tage durch den Zivilschutz und 35'000 Spezial-Karten vom Bundesamt für Landestopografie (Swisstopo). Vom Büro der Vereinten Nationen in Genf boten etwa 20 Mitarbeitende Aktivitäten zu Menschenrechten und den Zielen für nachhaltige Entwicklung an.
Dank Sponsoringdiensleistungen von verschiedenen Schweizer Unternehmen konnte die Finanzierung gewährleistet werden. Dazu gehören die Schweizerische Post, Die Mobiliar, die Migros Wallis und SBB, MGB und PostAuto.
Am 30. Juli 2022 wurde das Bula von Bundesrätin Viola Amherd besucht.

### Organisation
Das BuLa wurde von mehr als 500 Ehrenamtliche, der sogenannten mova-Crew organisiert. Diese waren mehrere Jahre für den Grossanlass engagiert. Vor Ort waren zusätzlich rund 5000 Helfende, die ehrenamtlich zur Durchführung des Lagers beitrugen. Damit ist das BuLa 2022 einer der grössten Anlässe, der ausschliesslich durch ehrenamtliche durchgeführt wird.

### ISS-Funkverbindung
Am 3. August baute der Funkturm (RISC) mit Hilfe der Union der Schweizerischen Kurzwellen-Amateure eine zehnminütige Verbindung mit der Internationalen Raumstation ISS auf. Die Pfadis konnten sich mit der italienischen Astronautin Samantha Cristoforetti unterhalten.

### Galerie mova

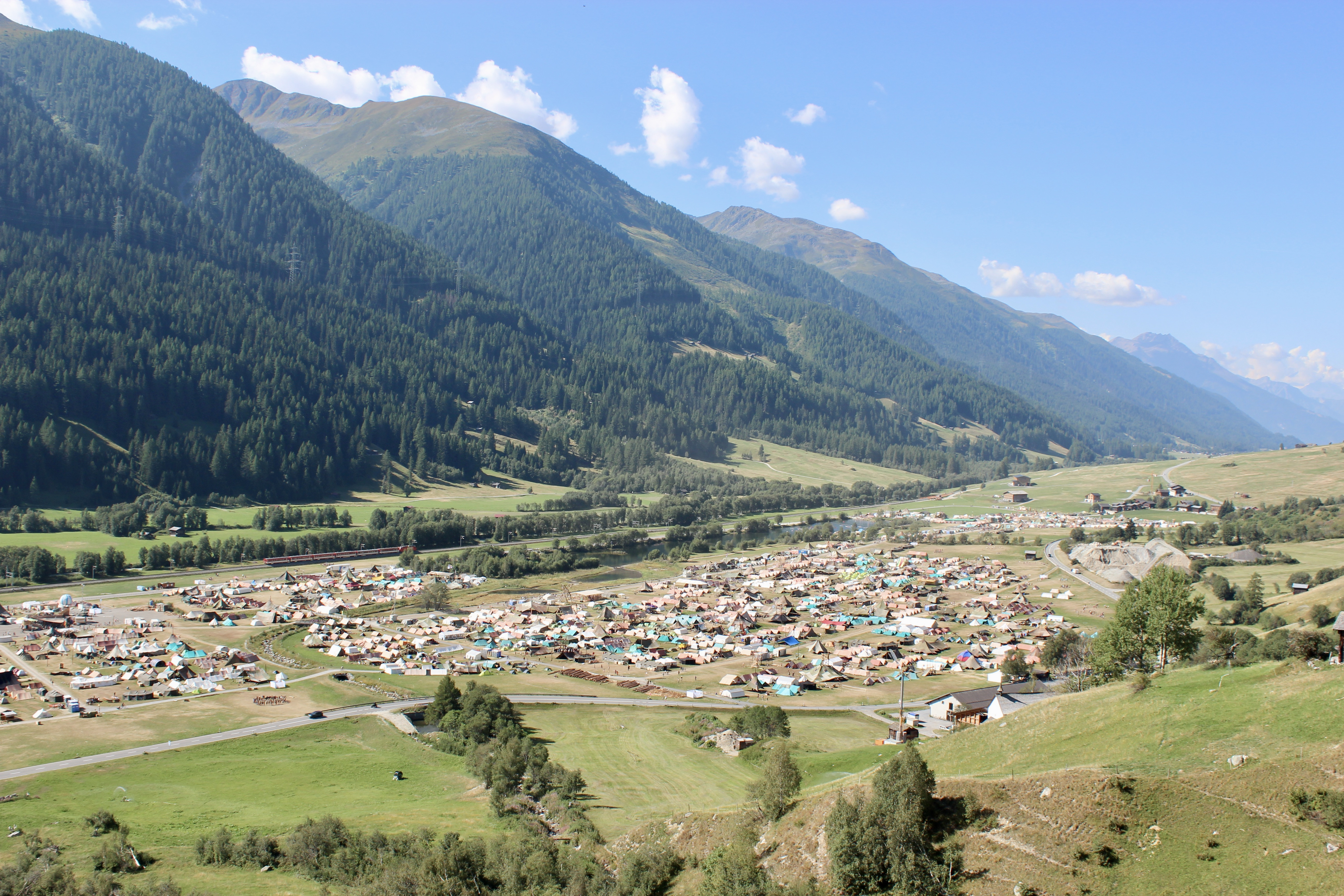
Unterhalb Ulrichen
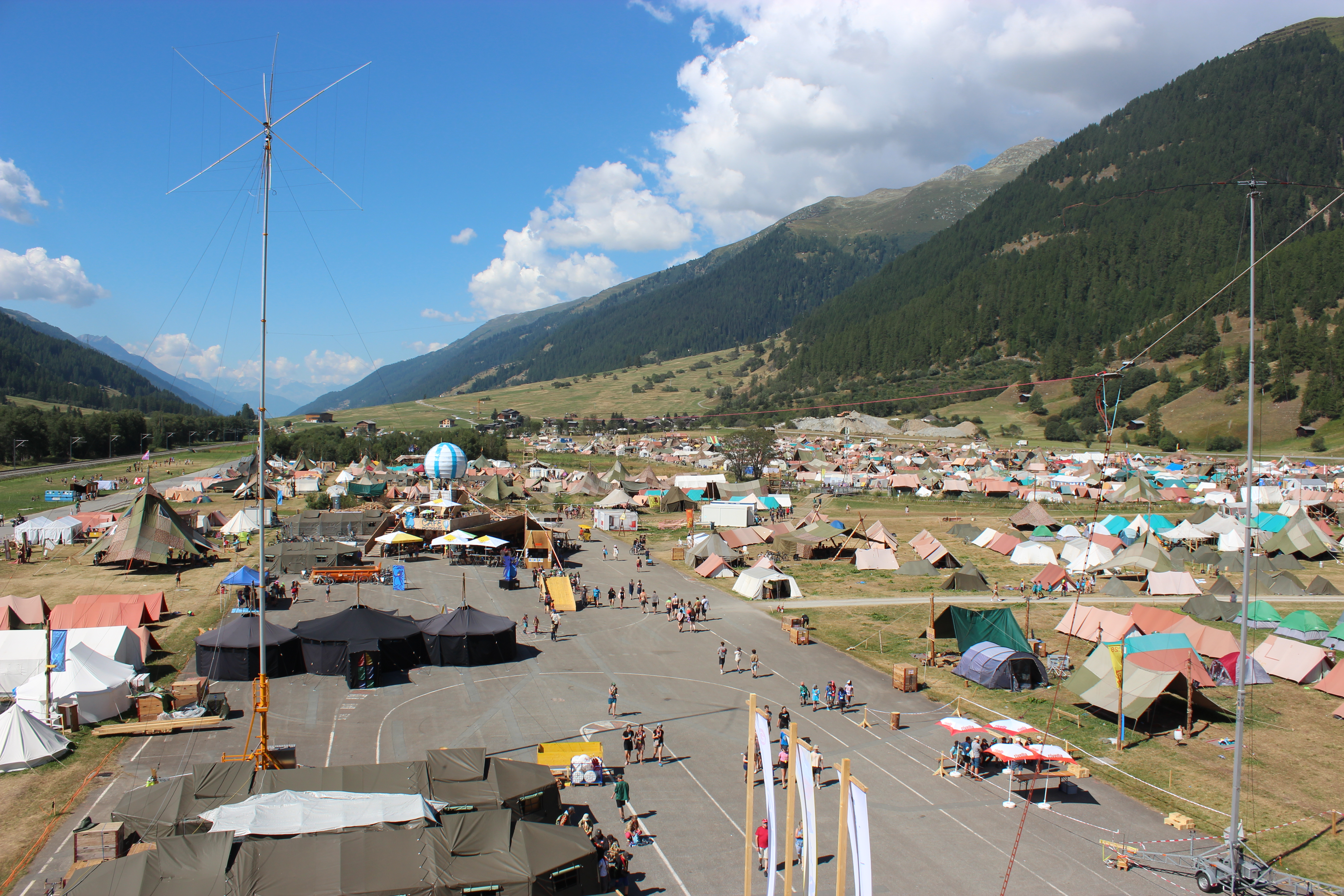
Der etwa 1 km lange und 40 m breite Bulavard[18][19], die ehemalige Start- und Landebahn talabwärts
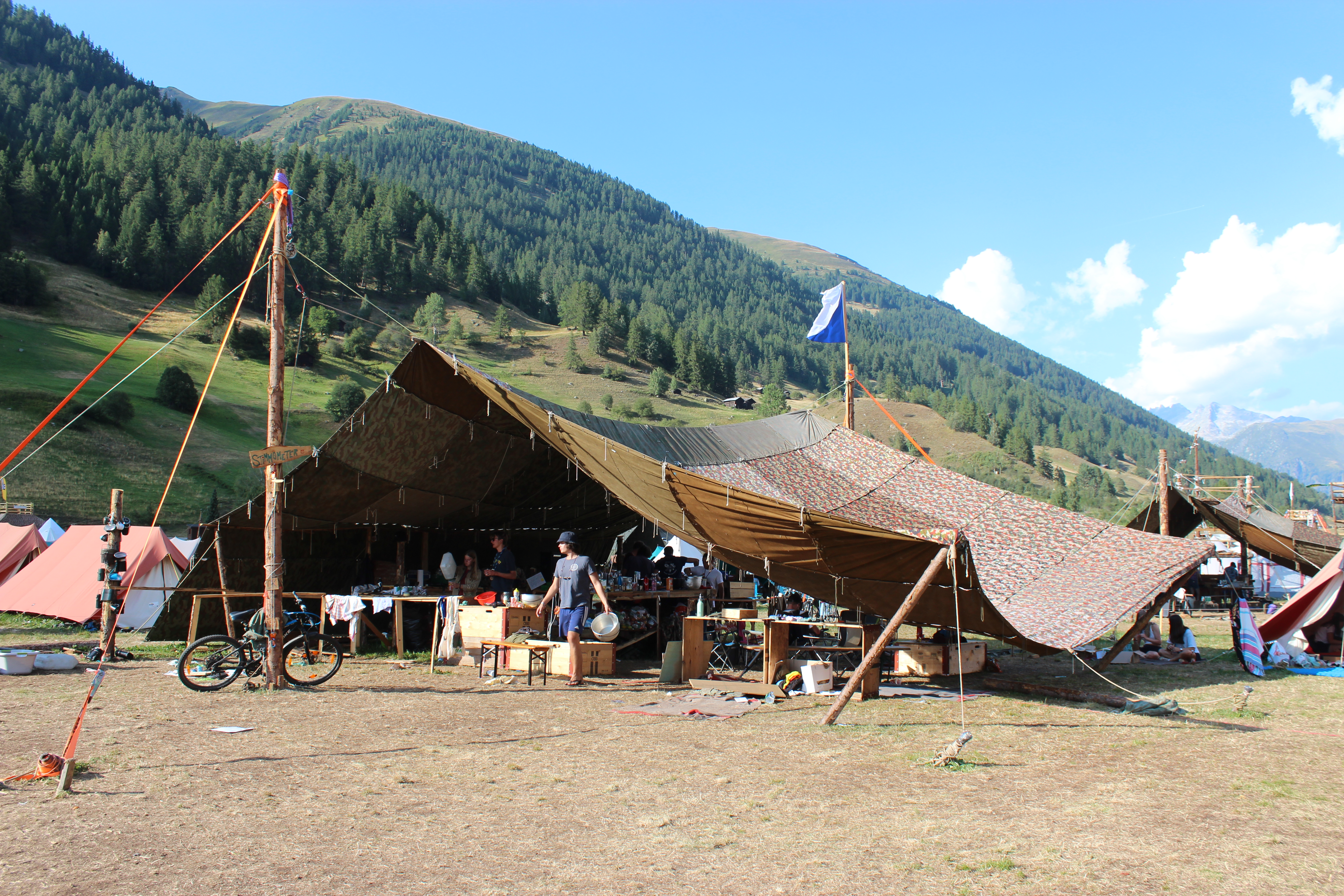
Ein Koch- und Küchenzelt
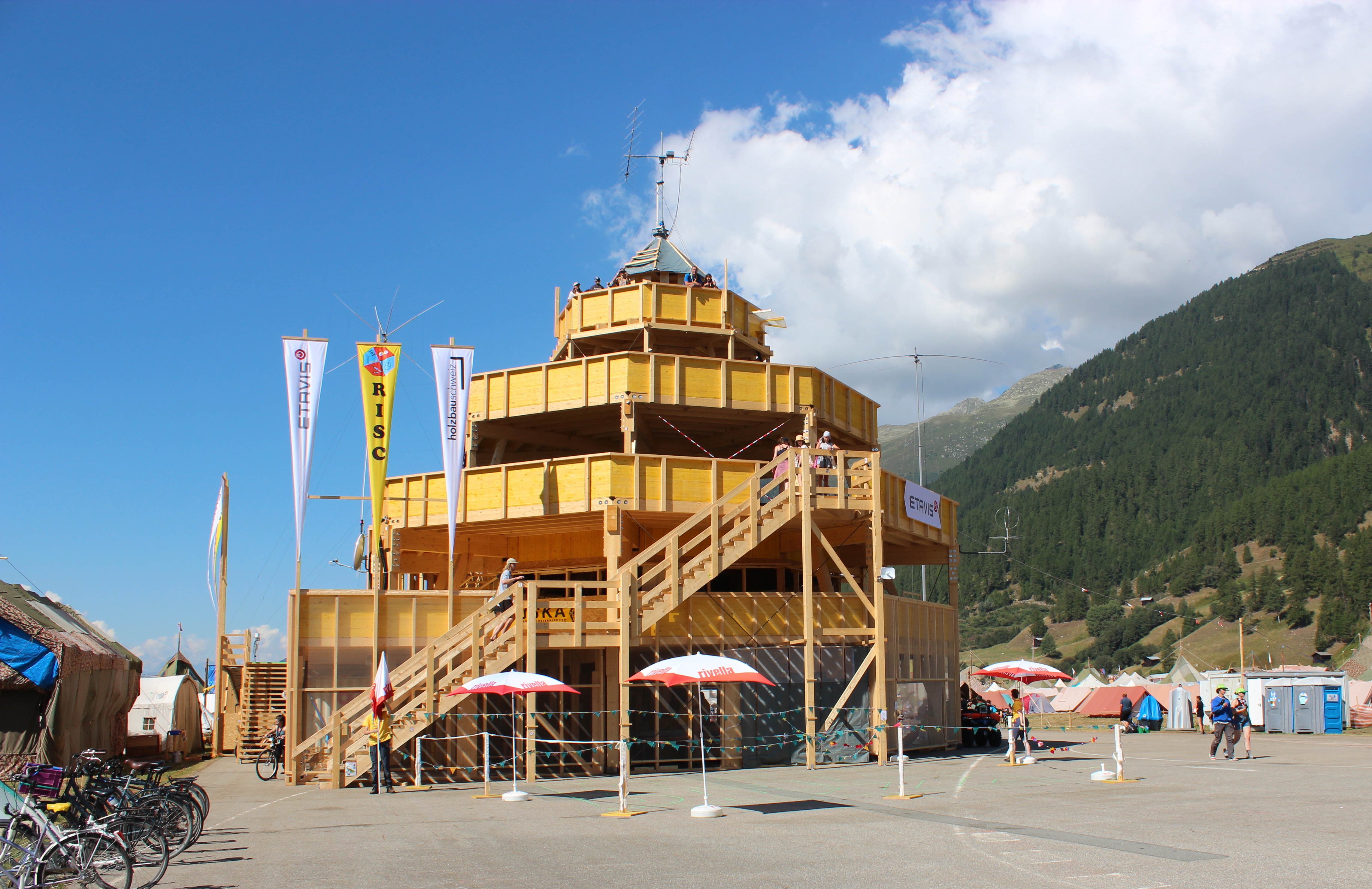
RISC- oder Bula-Turm mit der darin integrierten Amateurfunkstation der Radio- und Internetscouts HB9JAM / HB9RS

## Bisherige Lager
Seit der Gründung der Pfadfinderbewegung in der Schweiz haben folgende Lager stattgefunden:
- 1925 in Bern[22] (Schweizerischer Pfadfinderbund)
- 1932 in Genf[23] (Schweizerischer Pfadfinderbund)
- 1938 in Zürich[24] (Schweizerischer Pfadfinderbund)
- 1948 in Trevano bei Lugano[25] (Schweizerischer Pfadfinderbund)
- 1949 am Gotthard[26] (Bund Schweizerischer Pfadfinderinnen), erstes Bula der Mädchenpfadi
- 1956 in Saignelégier[27] (Schweizerischer Pfadfinderbund)
- 1957 im Goms[28] (Bund Schweizerischer Pfadfinderinnen)
- 1966 im Domleschg[29] (Schweizerischer Pfadfinderbund)
- 1969 im Bleniotal[30] (Bund Schweizerischer Pfadfinderinnen)
- 1980 in der Grafschaft Greyerz[31] (Schweizerischer Pfadfinderbund und Bund Schweizerischer Pfadfinderinnen)
- 1994 im Napfgebiet[32] Motto «Cuntrast»[33] (Pfadibewegung Schweiz)
- 2008 in der Linthebene[34] Motto «Contura»[33] (Pfadibewegung Schweiz)
- 2022 im Goms[35] Motto «mova» (Pfadibewegung Schweiz)